# Анджейчак, Раймунд
Раймунд Томаш Анджейчак (пол. Rajmund Tomasz Andrzejczak; род. 29 декабря 1967, Свидница) — генерал Войска Польского, начальник Генерального штаба Войска польского в 2018—2023 годах.

## Биография
Окончил Высшую офицерскую школу танковых войск в Познани в 1991 году, Военную академию обороны Чешской Республики в Брно в 2001 году, а также Академию Национальной обороны Польши и Королевский колледж оборонных наук.
Проходил службу в 15-й механизированной бригаде и 4-й бронекавалерийской бригаде, в 2003—2005 годах — командир 1-го танкового батальона Креховецких уланов в Ожише (в составе литовско-польского батальона миротворческих сил), позже заместитель начальника польского военного контингента в Сирии, нёсшего службу в составе миссии UNDOF на израильско-сирийской границе. Служил в отделе G-3 Командования Сухопутных войск Польши.
В 2008—2009 годах — заместитель командира 34-й бронекавалерийской бригады в Жагани, позже командир бригады в IV и V ротации польского военного контингента в Афганистане. Также проходил службу в составе польского военного контингента в Ираке, в составе многонациональной дивизии «Центр — Юг».
9 августа 2011 года произведён президентом Польши Брониславом Коморовским в генералы бригады. Проходил службу во 2-м механизированном корпусе. В 2012—2014 годах — командир 17-й механизированной бригады в Мендзыжече. Осенью 2014 года назначен заместителем командира и начальником штаба 12-й Щецинской механизированной дивизии.
3 мая 2016 года назначен командиром 12-й Щецинской механизированной дивизии. 11 августа того же года произведён постановлением президента Польши Анджея Дуды в генералы дивизии. 29 июня 2018 года уступил должность командира дивизии генералу бригады Мацею Яблоньскому. В тот же день президент Польши Анджей Дуда постановил, что с 3 июля 2018 года Анджейчак будет иметь звание генерала брони, и назначил его начальником Генерального штаба Войска польского. 
2 июля 2018 года генерал Анджейчак принял из рук президента документы о произведении в генералы брони и назначении на должность начальника Генерального штаба Войска польского. 1 августа того же года постановлением президента Польши Анджея Дуды генерал брони Раймунд Анджейчак стал кандидатом на должность главнокомандующего Вооружёнными силами Польши в случае введения военного положения.
7 ноября 2019 года постановлением президента Польши Анджея Дуды произведён в генералы, документы получил 12 ноября в Президентском дворце из рук президента. 25 июня 2021 года распоряжением президента Польши назначен на второй срок начальником Генерального штаба Войска польского.
10 октября 2023 года подал в отставку с поста начальника Генерального штаба Войска польского, которая была принята. 

## Воинские звания
- подпоручик (1991)
- поручик (1994)
- капитан (1995)
- майор (2000)
- подполковник (2004)
- полковник (2008)
- генерал бригады (9 августа 2011)[5]
- генерал дивизии (15 августа 2016)[7]
- генерал брони (3 июля 2018)[9]
- генерал (7 ноября 2019)[13]

## Награды

### Польша
- Офицерский крест Ордена Возрождения Польши (11 августа 2021)[18][19]
- Командорский крест Ордена Воинского креста[пол.] (6 ноября 2009)[20]
- Военный крест Заслуги[пол.] (2016)[21]
- Звезда Ирака[пол.]
- Звезда Афганистана[пол.]
- Бронзовая медаль «Вооруженные силы на службе Родине»
- Серебряная медаль «За заслуги при защите страны»
- Медаль 100-летия образования Генерального штаба Войска Польского[пол.] (2018, неофициальная награда)
- Золотой Воинский знак физической подготовки[пол.] (2012)
- Почётный знак сухопутных войск Польши[пол.]
- Памятный знак Командования Сухопутных войск (2007, № 527)
- Памятный знак 17-й механизированной бригады[пол.] (2012, неофициальная награда)
- Памятный знак 12-й механизированной дивизии[пол.] (2016, неофициальная награда)
- Памятный знак Генерального штаба Войска польского (2018, неофициальная награда)
- Памятный знак 1-го полка Креховецких уланов / 1-го танкового батальона 15-й механизированной бригады[пол.]
- Серебряная медаль «За заслуги перед полицией»[пол.]
- Награда «За заслуги перед Союзом ветеранов Польской Республики и бывших политических заключённых[пол.]»
- Почётный знак Союза военных инвалидов Польской Республики[пол.] (2013)[22]
- Серебряная медаль «За охрану национальных памятников»
- Бронзовый знак IV класса «За заслуги перед Союзом военнослужащих Войска польского» (пол. Za zasługi dla Związku Żołnierzy Wojska Polskiego)
- Медаль 30-летия Союза военнослужащих Войска польского
- Золотая медаль «За заслуги перед Союзом пилсудчиков[пол.] Польской Республики» (2015)[23]
- Серебряный почётный знак Польского Красного Креста[пол.] (III степени)
- Памятная медаль многонациональной дивизии «Центр — Юг» в Ираке[пол.]
- Почётная медаль за заслуги перед Военной жандармерией[пол.] (2019)[24]

### Иностранные
- Знак выпускника Военной академии Брно
- Бронзовая звезда (2009, дважды)[25][26]
- Похвальная медаль
- Командор ордена Звезды Румынии (2023)[27]
- Памятный крест начальника Генерального штаба Вооружённых сил Словакии II степени (2023)[28]
- Медаль ООН за участие в миссии UNDOF[пол.] (с цифрой 2)
- Медаль НАТО за участие в миссии ISAF (2009)[25][26]

## В культуре
Генерал Анджейчак снялся в фильме Министерства национальной обороны Польши, посвящённому 15-летию вступления Польши в НАТО и вышедшему в 2014 году.

## Галерея

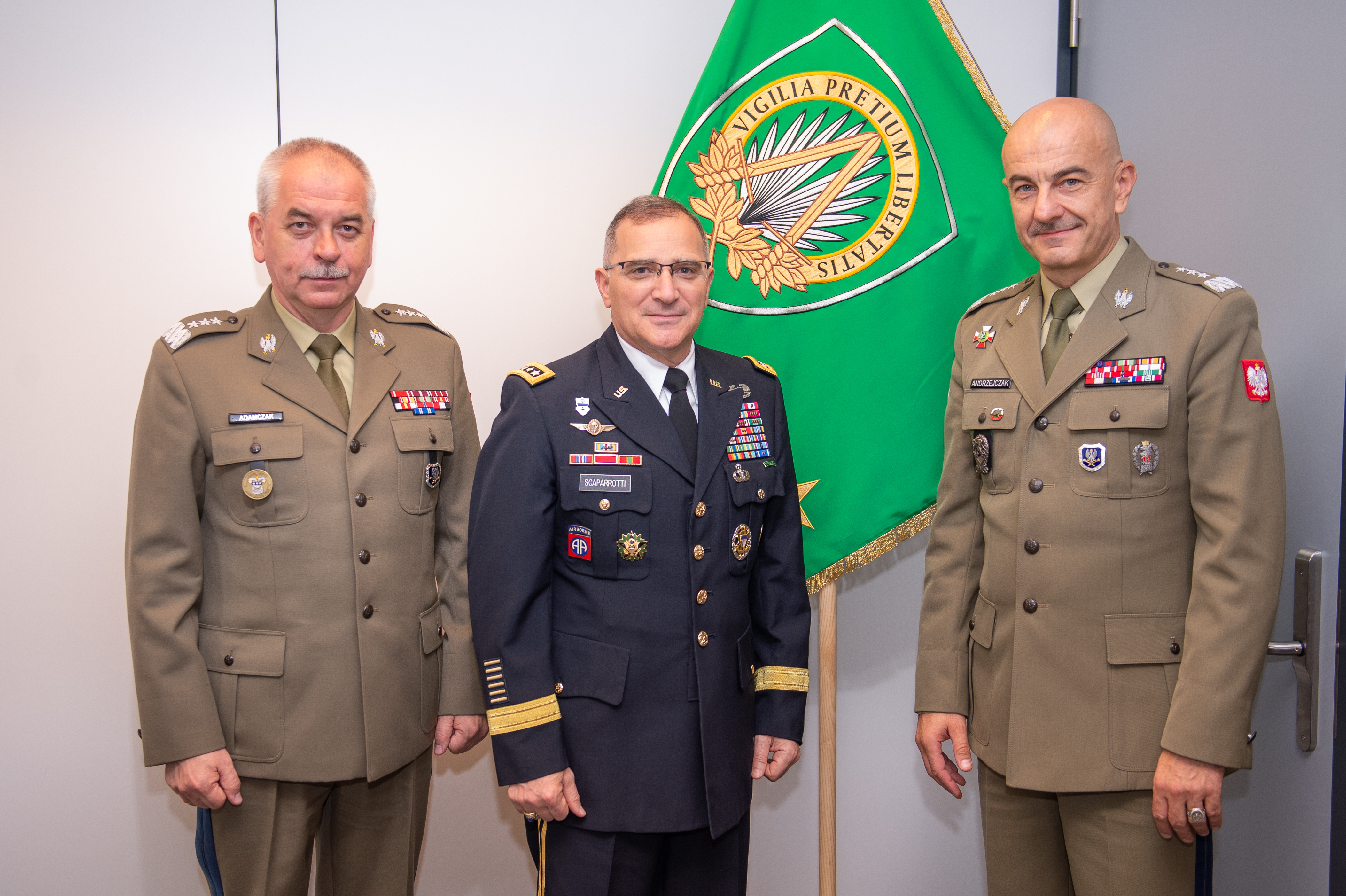
Генералы Раймунд Анджейчак, Януш Адамчак[пол.] (Польша) и Кёртис Скапаротти (США)
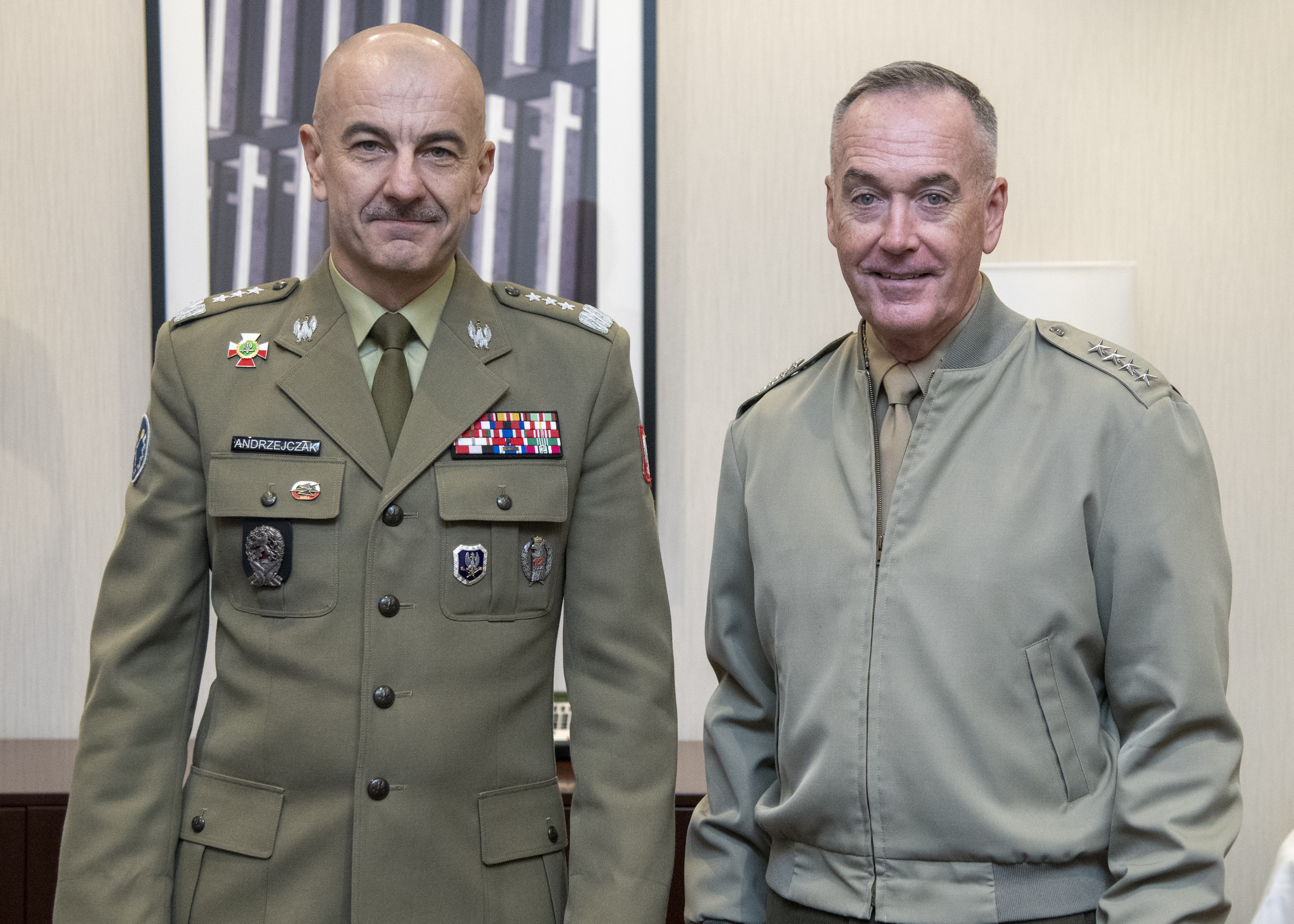
Раймунд Анджейчак и Джозеф Данфорд
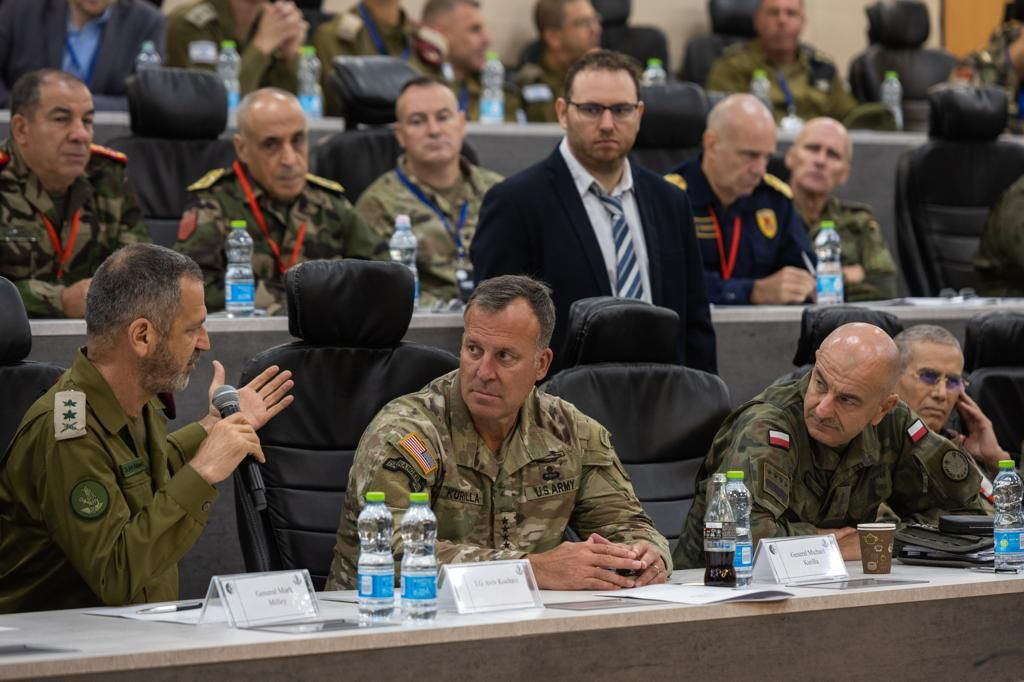
Конференция операционных инноваций (сентябрь 2022)
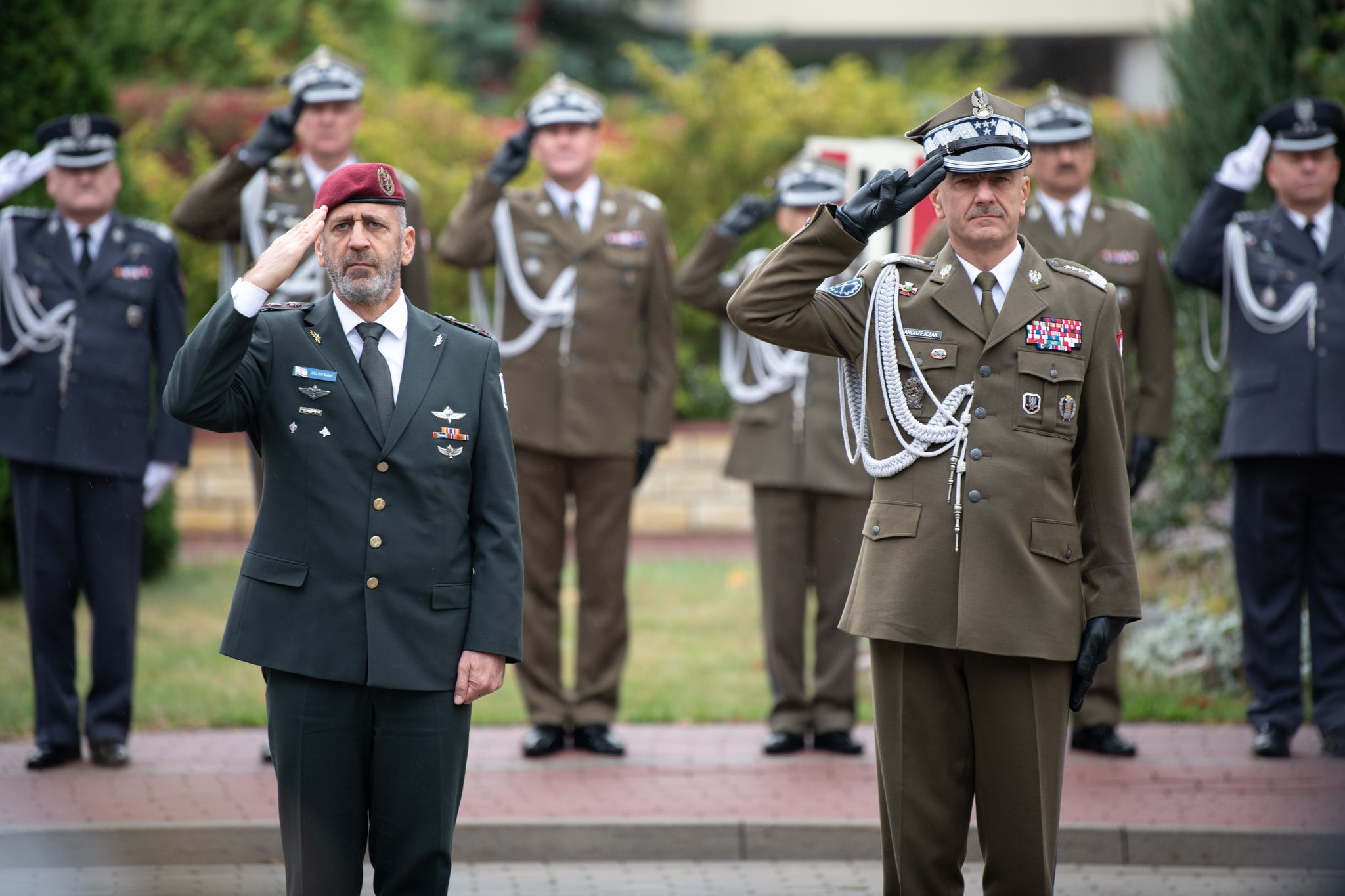
Раймунд Анджейчак и начальник штаба Армии обороны Израиля Авив Кохави в Польше, сентябрь 2022